# Símbolo del euro
El símbolo del euro (€) es un símbolo monetario usado para el euro, la actual moneda oficial de la eurozona, en la Unión Europea (UE). El diseño fue presentado al público por la Comisión Europea el 12 de diciembre de 1996. El código internacional de tres letras (de acuerdo al estándar ISO 4217 de la Organización Internacional de Normalización) es EUR, usado con fines empresariales, comerciales y financieros. En Unicode se codifica como U+20AC, bajo el nombre «EURO SIGN», y en HTML: &#8364; o &euro;. En español de España, este símbolo se escribe después del valor, mientras que en español de Hispanoamérica y en otros idiomas como el inglés, se escribe antes.

## Diseño

Construcción gráfica oficial del símbolo del euro.

El actual símbolo del euro fue diseñado de modo que fuera similar al antiguo símbolo de la Unidad Monetaria Europea (₠). Originalmente había treinta y dos propuestas, que fueron reducidas a diez. Estas fueron sometidas a una encuesta pública, en la que se descartaron ocho y, finalmente, la Comisión Europea escogió entre las dos restantes el que sería el diseño definitivo. Los demás diseños se ocultaron al público, pues la Comisión Europea consideró esta elección como un proceso interno y mantiene todos los archivos relacionados en secreto. 
El diseño ganador fue creado por un grupo de cuatro expertos cuyas identidades no han sido reveladas. Se asume que el diseñador gráfico belga, Alain Billiet fue el diseñador de dicho diseño ganador.

La inspiración para el símbolo mismo vino de la épsilon griega (ϵ) —una referencia de la cuna de la civilización europea— y la primera letra de la palabra Europa, cruzada por dos líneas paralelas para 'certificar' la estabilidad del euro.
Comisión Europea

El relato oficial sobre el diseño de este símbolo es disputado por Arthur Eisenmenger, un antiguo jefe de diseño gráfico para la Comunidad Económica Europea, que afirma haber tenido la idea antes que la Comisión Europea.
La Comisión Europea especificó un logo para el euro con proporciones y colores exactos. Los colores serían: amarillo PMS para el logo y azul «Reflex» PMS de fondo; para su uso en materia de relaciones públicas. La Comisión tenía la intención de que el logo fuese tratado como un glifo, es decir, que su forma se mantuviera siempre inalterable, sin embargo los tipógrafos dejaron en claro que crearían sus propias variantes de este símbolo para cada una de las fuentes de letra.

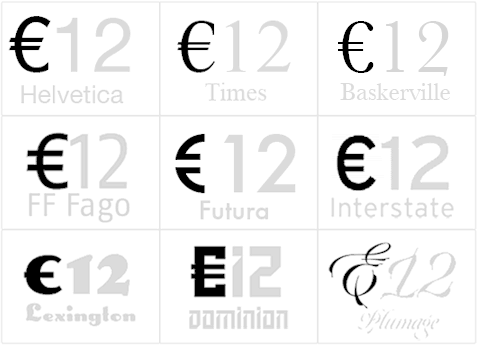
Símbolo del euro en diferentes tipos de fuentes.

La marca de guitarras, Epiphone tiene un logo similar al del símbolo del euro.

## Uso en ordenadores
Generalmente el uso del símbolo del euro en ordenadores u otros dispositivos depende del sistema operativo y de convenciones nacionales. Algunas empresas de telefonía móvil lanzaron una actualización provisional del software usado para el Servicio de Mensajes Cortos (SMS), en el que colocaron al símbolo del euro dentro de juegos de caracteres, reemplazando al símbolo del yen (¥), que se usa con menos frecuencia. Finalmente, los teléfonos móviles pasaron a incluir ambos símbolos.
El símbolo del euro se representa en el set de caracteres de Unicode bajo el nombre de «EURO SIGN» (Símbolo del euro) y se le asigna el código U+20AC (decimal: 8364), también asignado por versiones actualizadas de juegos de caracteres latinos tradicionales. En HTML se puede usar el código &euro;, que se introdujo sólo en HTML 4.0, poco después de la introducción del euro, y que muchos navegadores web no podían reconocer. La alternativa era usar el código &#128;, siendo 128 (80 hexadecimal) la posición del código del símbolo del euro en la mayoría de las codificaciones de las páginas de códigos ANSI de Windows que comienzan en «125».
La codificación de caracteres implícita, junto con el hecho de que la posición del código del símbolo del euro es diferente en diseños de codificación comunes, causó muchos problemas al momento de mostrar el símbolo en aplicaciones de ordenador. El símbolo del euro podía mostrarse siempre y cuando se utilizara sólo un sistema (que proveía un tipo de letra actualizado con los símbolos correctos), los problemas acontecían cuando se usaban arreglos combinados. Un ejemplo es un sistema de gestión de contenidos donde los artículos se almacenan en un archivo o base de datos que usa una lista de caracteres distinta a la del ordenador del editor. Otro ejemplo se daba en el software heredado, que sólo podía manejar codificaciones viejas como la ISO 8859-1, que no contenía el símbolo del euro. Para tales situaciones se tenían que hacer conversiones entre las distintas juegos de caracteres, mismas que frecuentemente presentaban errores y en lugar del símbolo del euro mostraban caracteres de error como el signo de interrogación (?).
Actualmente se han tomado precauciones para evitar reemplazar cualquier símbolo monetario obsoleto aún existente por el símbolo del euro. Eso podría provocar que se muestren diferentes símbolos monetarios entre el emisor y el receptor de un correo electrónico o en la interacción con una página web, lo que causaría confusión en el ámbito de los negocios.

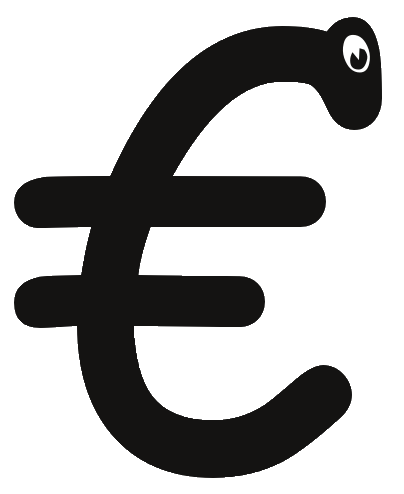
El símbolo del euro usado en la famosa fuente Comic Sans tenía originalmente un ojo de cartoon en la serifa, que se eliminó finalmente: "la Unión Europa iba a demandarnos por eso", fue lo que dijo el creador de la fuente, Vincent Connare.

### Métodos de acceso
Dependiendo de la distribución del teclado y el sistema operativo, el símbolo de euro puede ser ingresado presionando:
- AltGr+4 (RU)
- AltGr+5 (USA INTL/ESP)
- AltGr+e (ESP latinoamericana)
- Ctrl+Alt+4 (RU)
- Ctrl+Alt+5 (USA INTL/ESP)
- Ctrl+Alt+E para escribir en el teclado español de España y para Microsoft Word en los teclados de Estados Unidos.
- Alt+0128 en Microsoft Windows.

En el sistema operativo Mac OS, se usan una variedad de combinaciones, dependiendo de la distribución del teclado. Por ejemplo:
- Option+2 en Inglaterra.
- Option+⇧ Mayús+2 en Estados Unidos.
- Option+E en teclado Español.
- Option+$ en Francia.[6]

La secuencia para la tecla de composición que forma el símbolo del euro es: =E.

## Uso

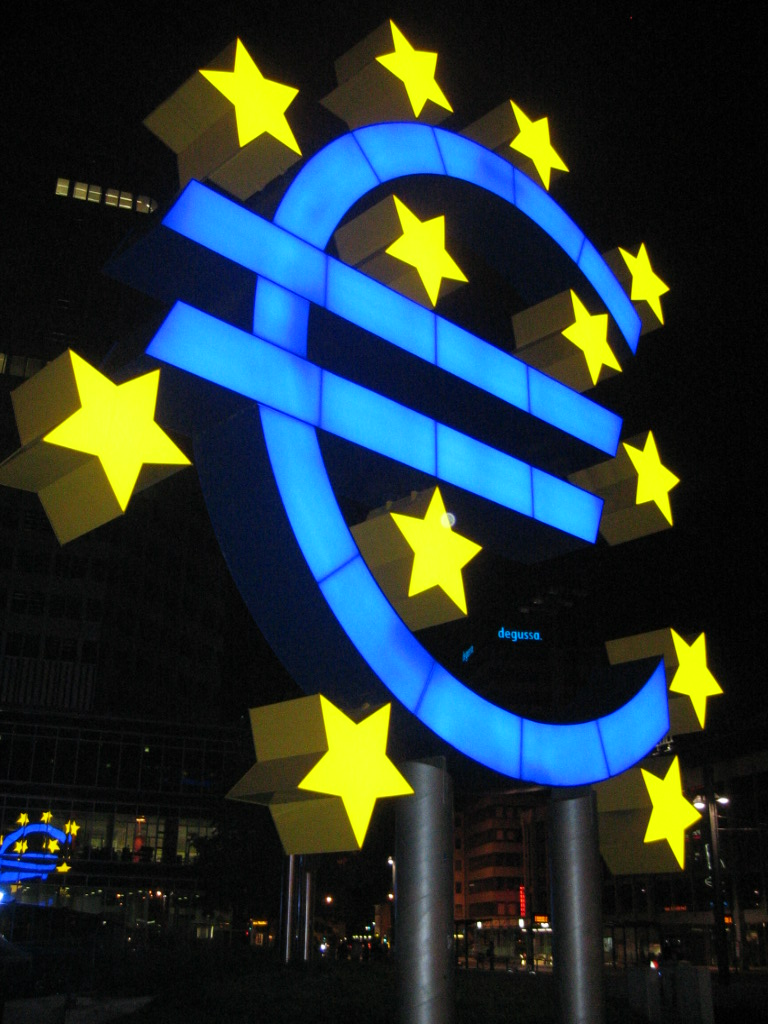
Escultura luminosa del símbolo del euro en el Banco Central Europeo en Fráncfort.

Al representar una cantidad, la posición del símbolo del euro también varía, ya que no hay estándares oficiales sobre su posicionamiento respecto al valor numérico, por lo que varios países tienen sus propias convenciones al respecto. En Irlanda, por ejemplo, así como en los Países Bajos, es colocado primero, como se solía hacer con los antiguos símbolos monetarios usados en esos países, el símbolo de libra (£) y el símbolo del florín (ƒ) respectivamente. En el resto de Europa, como Alemania, Francia, Italia y España, una cantidad como «3,50 euros» es comúnmente escrita 3,50 €, debido a antiguas convenciones sobre monedas previamente usadas y a la forma en que se leen las cantidades. 
En inglés, el euro se escribe siguiendo la convención del símbolo del dólar ($) y de la libra (£), colocándose antes del valor numérico y sin espacio de separación (ejm. €5), tal como se usa en las publicaciones del Financial Times y The Economist. 
Mientras que cuando se escribe la palabra «euro», esta se coloca después del número y en minúscula, usando en plural «euros» sólo cuando aparecen dos o más unidades; y los centavos son indicados con un punto de separación, no una coma. Ejemplo: 1.50 euros, 9 euros o nueve euros, 14 euros.
No existe una recomendación oficial que limite el uso del símbolo del céntimo (¢), por lo que este depende de cada país, aunque se usa con más frecuencia la abreviación «c». Las cantidades que sólo indican valores en céntimos son frecuentemente representadas como valores decimales del euro, es decir: en lugar de escribir «50c», se usa  «€0,50». Otras abreviaciones incluyen «ct» (particularmente en Alemania), «cent.» en España, «snt» en Finlandia y Λ (lambda mayúscula, por λεπτό, lepto) en Grecia.